# Жиг (биологија)
Жиг представља рецептивни део једног или више сраслих оплодних листића (карпела), у гинецеуму цвета.

## Опис
Жиг (stigma) заједно са стубићeм (stylus) и плодником (ovarium) формира тучак (пистил), који је део гинецеума односно женског репродуктивног органа биљке. Жиг формира дистални односно даљи део стубића. Састоји се из одређених папила које представљају ћелије које учествују у пријему полена односно самом процесу опрашивања. Оне се могу у неким случајевима налазити само на врху самог жига или код на пример врста које се опрашују ветром, могу заузимати целу површину жига.
Жиг прима полен и управо на њему зрно полена клија. Врло често површина жига је лепљива или храпава, јер је то начин да се лакше заробе честице полена. Полен се може преузети из ваздуха (полен који се преноси ветром – анемофилија), од инсеката или других животиња (биотско опрашивање) или у ретким случајевима полен из воде која се налази у околини (хидрофилија).  Жиг може имати различите облике, може бити дугачак и танак, сферан, а може бити и пернатог облика.
Полен постаје веома сув када оставља своју поленску прашину.  Испоставило се да жиг помаже управо у рехидратацији полена, и у потпомогању клијања у поленској цеви. Жиг такође омогућава правилну конекцију односно адхезију правих врста полена за своју површину, такође може играти активну улогу у поленској селекцији и у неким реакцијама некомпатибилности. Ови процеси одбацују полен који је из истих или генетички сличних биљака.
Жиг је организован у режњеве (најчешће три режња), и може подсећати на главу игле. Али наравно има разних варијација у облику.

## Структура
Стубић је узани продужетак самог плодника који га повезује са папилама жига. У неким биљкама овај део изостаје тако да се тада само жиг назива сесилни жиг (жиг који седи). Стубићи су обично облика цеви, која је или дугачка или кратка. Стубић може бити отвореног типа (садржи пар или ниједну ћелију у централном делу) са централним делом који може бити испуњен биљним лепком. Стубић такође може бити затвореног типа (густо упакован са гомилом ћелија у себи). Већина синкарпних монокота и неких еудикота имају отворене стубиће, док многе синкарпне еудикоте и врсте трава имају затворене (чврсто упаковане) стубиће које садрже специјализовано секрецијско ткиво које повезује стубић са плодником и на тај начин се формира цев која храни поленску цев.
Ако тучак садржи више сраслих оплодних листића, сваки засебно може имати у оквиру своје грађе свој мали стубић. У ирисима и другим цветовима из породице Iridaceae, овај стубић се раздваја у три гране облика латице. Ове гране су делови ткива, и протежу се од цветног омотача до чашице цвета. Жиг овде представља саме ивице на доњим странама ових грана.

## Повезаност са плодником
Стубић може бити на различите начине повезан са плодником. Може бити терминално повезан, субтерминално, латерално, гинобазично или субгинобазично. Терминални нацин повезивања подразумева повезаност стубића са самим врхом плодника. Ово је најчешћи облик повезивања стубића и плодника. У субтерминалном начину повезивања стубић се повезује са плодником мало испод његовог врха. У  латералном облику повезивања стубић се повезује са плодником са стране. Гинобазични начин повезивања подразумева конекцију стубића са базичним делом плодника.

## Опрашивање
Поленске цеви расту до висине на којој се налази врх стубица да би досле до овула, али у неким ситуацијама стубић спречава да поленска цев толико нарасте јер полен у њој није компатибилан са биљком.